# Zygmunt Heljasz

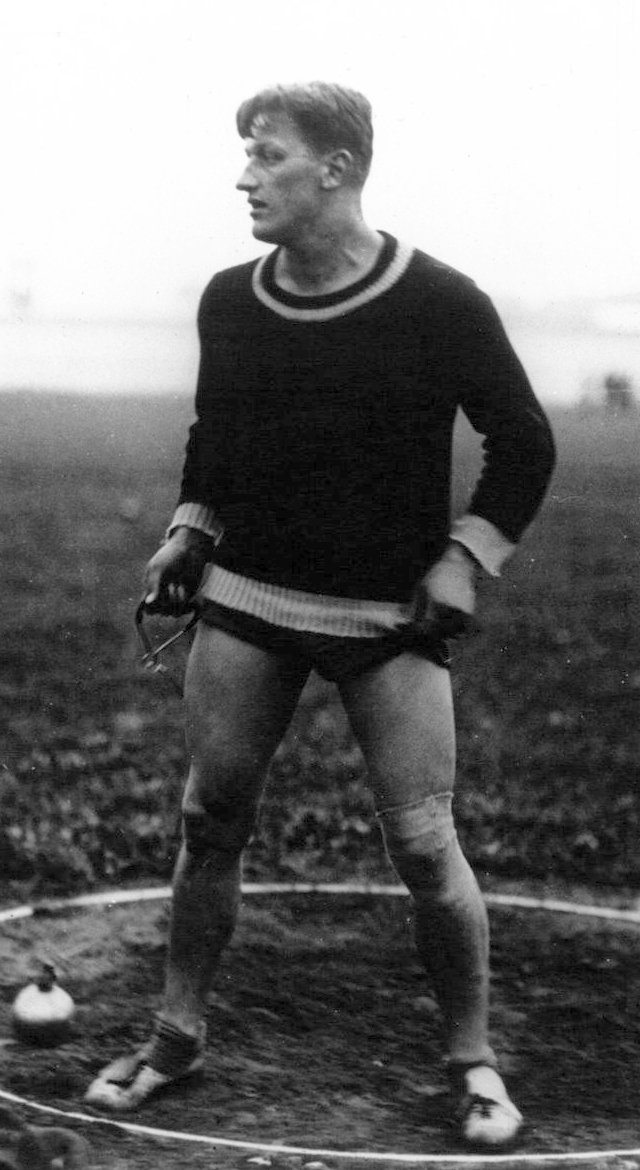
Zygmunt Heljasz, 1932

Zygmunt Heljasz (* 21. September 1908 in Posen; † 12. Juni 1963 ebd.) war ein polnischer Kugelstoßer und Diskuswerfer.
1932 stellte er mit 16,05 m einen Weltrekord im Kugelstoßen auf. Bei den Olympischen Spielen in Los Angeles kam er im Kugelstoßen auf den siebten und im Diskuswurf auf den 13. Platz.
Bei den Leichtathletik-Europameisterschaften 1934 in Turin wurde er Siebter im Kugelstoßen und schied im Diskuswurf in der Qualifikation aus.
Siebenmal wurde er Polnischer Meister im Kugelstoßen (1928–1934), dreimal im Diskuswurf (1931, 1932, 1935) und einmal im Hammerwurf (1931). 1933 und 1934 wurde er Englischer Meister im Kugelstoßen. Während des Zweiten Weltkriegs war er in den Konzentrationslagern Sachsenhausen und Groß-Rosen inhaftiert. Nach dem Krieg trainierte er Athleten in Stettin.

## Persönliche Bestleistungen
- Kugelstoßen: 16,05 m, 29. Juni 1932, Posen
- Diskuswurf: 47,09 m, 29. April 1934, Posen